# 千路駅
千路駅（ちじえき）は、石川県羽咋市千路町にある、西日本旅客鉄道（JR西日本）七尾線の駅である。

## 歴史
- 1898年（明治31年）4月24日：七尾鉄道 津幡仮停車場（現在の本津幡駅の前身） - 七尾駅 - 矢田新駅（後の七尾港駅）間開通と同時に開業（一般駅）[1][2][3][4]。
- 1907年（明治40年）7月1日：七尾鉄道が鉄道国有法により国有化[2]。帝国鉄道庁（国鉄）の駅となる。
- 1909年（明治42年）10月12日：線路名称制定。七尾線の所属となる[2]。
- 1960年（昭和35年）4月1日：貨物の取扱を廃止[5]。
- 1972年（昭和47年）3月15日：荷物扱い廃止[6]。無人駅化[7][8]。
- 1987年（昭和62年）
  - 4月1日：国鉄分割民営化に伴い、西日本旅客鉄道（JR西日本）の駅となる[5]。
  - 7月：現在の駅舎が竣工[8]。
- 2021年（令和3年）3月13日：ICカード「ICOCA」の利用が可能となる[9][10][11]。
- 2024年（令和6年）9月30日：この日の16時をもって自動券売機を使用停止、撤去[12]。

## 駅構造
線路南側に単式ホーム1面1線を有する地上駅（停留所）である。ホームの下を小さな川が流れている。
七尾鉄道部管理の無人駅である。ICOCAなどの交通系ICカードが利用可能となっているが、当駅にはIC専用の簡易改札機が設置されておらず、列車内での精算となる。

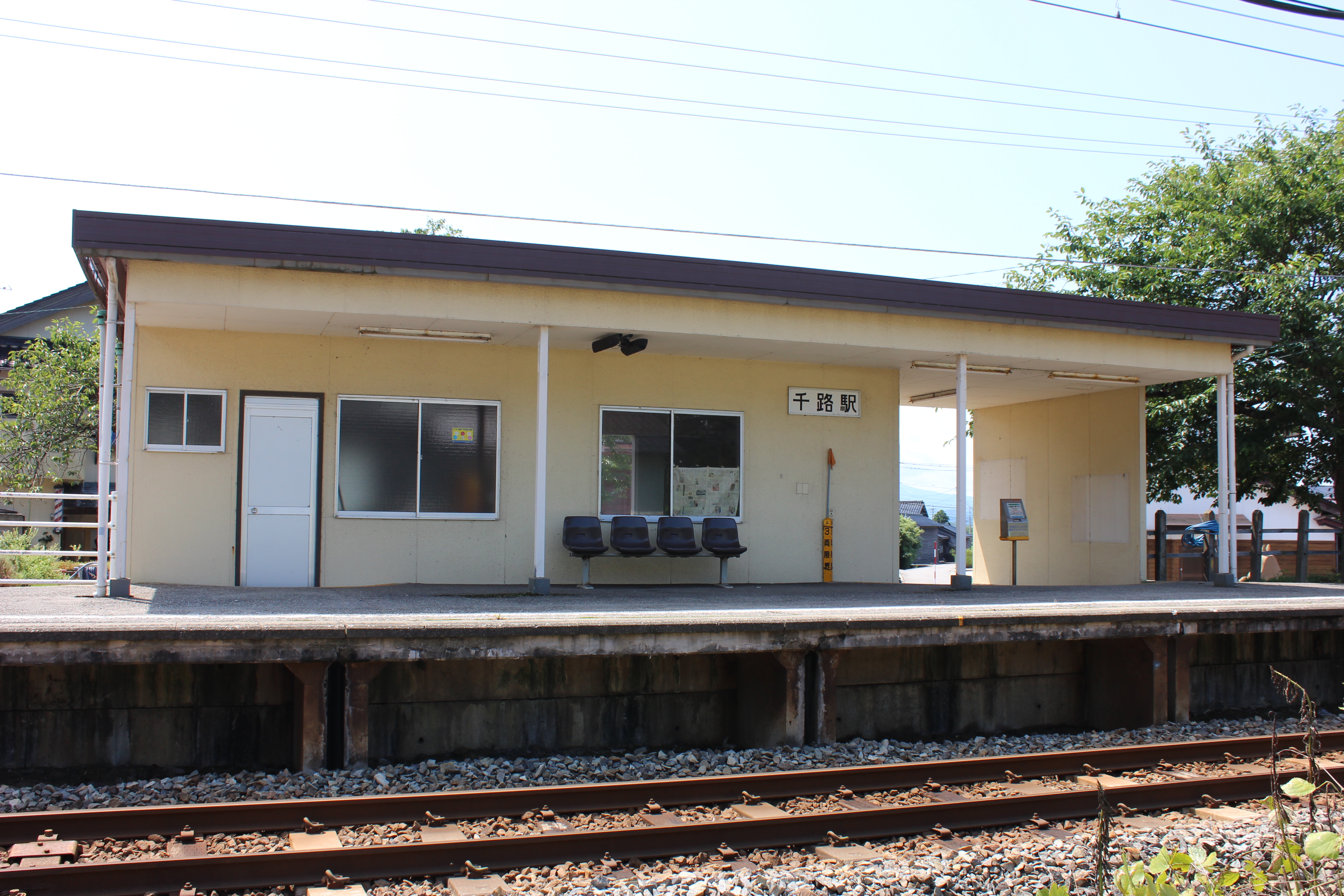
ホーム側から見た駅舎（2020年7月）
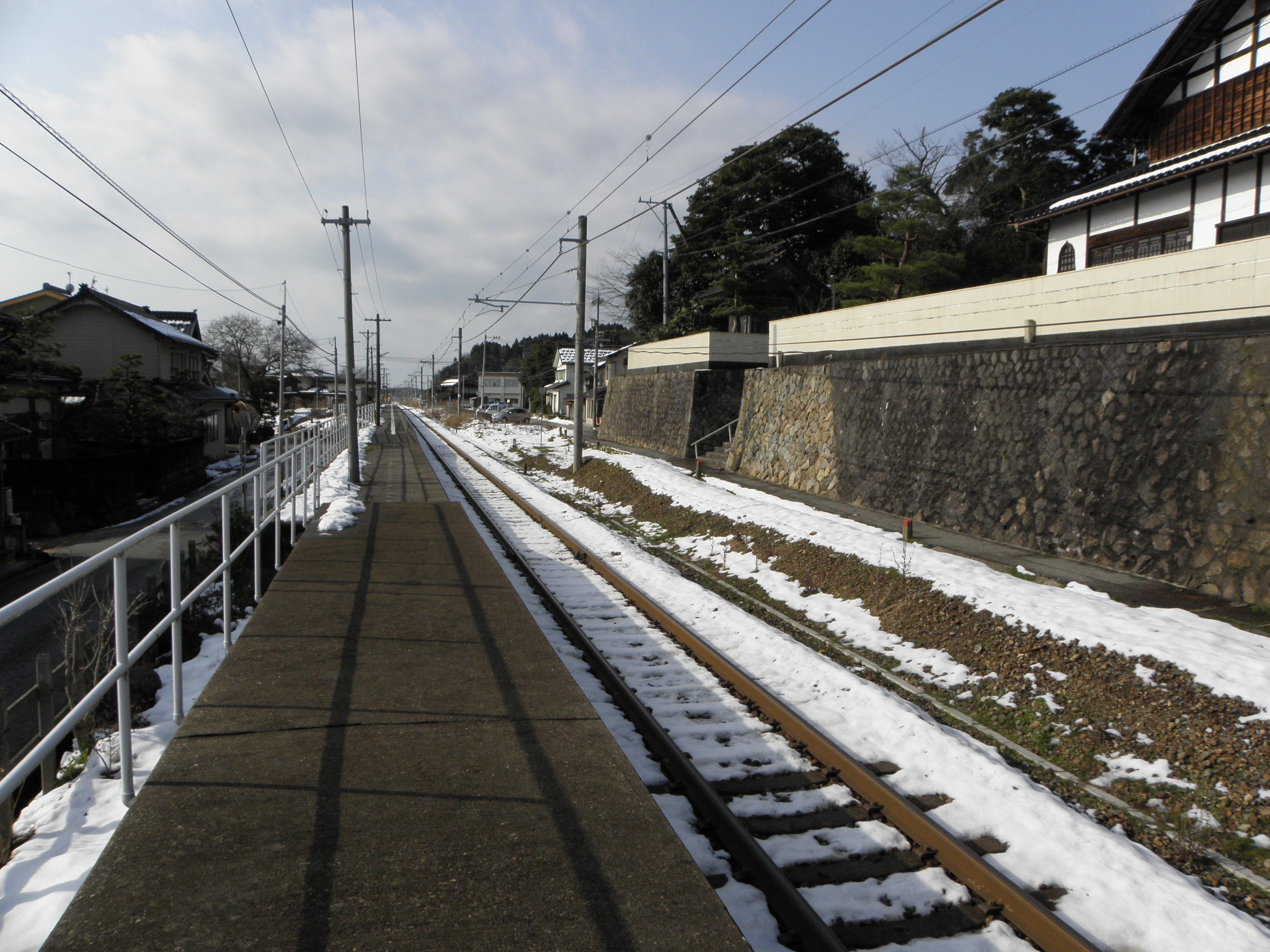
ホーム（2010年1月）

## 利用状況
2020年（令和2年）度の1日平均乗車人員は52人である。
近年の1日平均乗車の推移は以下のとおりである。
| 年度   | 1日平均 乗車人員 | 出典   |
| ------ | ---------------- | ------ |
| 2002年 | 137              |        |
| 2003年 | 139              |        |
| 2004年 | 128              |        |
| 2005年 | 124              |        |
| 2006年 | 124              |        |
| 2007年 | 120              |        |
| 2008年 | 120              |        |
| 2009年 | 110              |        |
| 2010年 | 115              |        |
| 2011年 | 113              |        |
| 2012年 | 112              | [ 16 ] |
| 2013年 | 107              | [ 16 ] |
| 2014年 | 90               | [ 16 ] |
| 2015年 | 90               | [ 16 ] |
| 2016年 | 85               | [ 16 ] |
| 2017年 | 74               | [ 17 ] |
| 2018年 | 67               | [ 18 ] |
| 2019年 | 62               | [ 19 ] |
| 2020年 | 52               | [ 14 ] |

## 駅周辺
駅の北側には無料の駐車場がある。「通勤通学の方専用駐車場」と書かれた立て看板が立っている。
- 朱鷺の台カントリークラブ
- のと里山海道 - 柳田インターチェンジ
- 邑知潟 - ハクチョウ渡来地[1]。当駅が最寄りである。
- 国道249号
- 石川県道2号七尾羽咋線
- 石川県道233号羽咋田鶴浜線

## 隣の駅
西日本旅客鉄道（JR西日本）
■七尾線
羽咋駅 - 千路駅 - 金丸駅